# سكيغنيس
سكيغنيس هي منتجع ساحلي وأبرشية مدنية تقع في مقاطعة ميدلاند الشرقية، إنجلترا.